# Foothills Parkway
La Foothills Parkway est une route américaine dans les comtés de Blount, Cocke et Sevier, au Tennessee. Cette route touristique qui longe les contreforts des monts Great Smoky est inachevée. Elle est protégée au sein du parc national des Great Smoky Mountains.